# カールマーン (ガーリチ公)
カールマーン（ハンガリー語: Kálmán、1208年頃 - 1241年）は、アールパード朝ハンガリー王国の国王アンドラーシュ2世の子である。ルーシのガーリチ公国のクニャージ・ガーリチ公の座に1213年から1221年にかけて就いていた（ハンガリーの資料では「王」と記される）。また、1226年から1241年にかけてはスラヴォニア公ならびにクロアチア公であった。1241年にモンゴル帝国の東欧侵攻における一戦闘に参加し、死亡した。

## 生涯
1211年、ハンガリー王アンドラーシュ2世はクラクフ公レシェク1世と結び、ガーリチ公の座にダニールを据えた。しかしこの処置の後、ウラジスラフ(ru)を長とするガーリチの貴族層（ボヤーレ）は、ダニールをその兄弟らと共にガーリチから追放した。これに対し、1214年、アンドラーシュ2世はレシェク1世と共にガーリチを占領した。カールマーンはこの時にガーリチ公に据えられた。また、カールマーンとレシェク1世の娘サロメアとの間に婚儀が結ばれ、ガーリチ公国の西部はレシェク1世の所領となった。1215年、アンドラーシュ2世はローマ教皇インノケンティウス3世に、カールマーンのガーリチ王位の承認を要求した。
その後まもなく、ハンガリーはプシェムィシルとルバチュフ(en)をポーランドから没収した。その理由はレシェク1世がノヴゴロド公ムスチスラフに加担したためと考えられている。1215年の春より、ムスチスラフはカールマーンの治めるガーリチ公国を脅かし始めていた。このことはアンドラーシュ2世からインノケンティウス3世へ宛てた書簡にも記されている。1221年、ムスチスラフによってガーリチは陥落し、捕虜となったカールマーンはトルチェスクへ送られた。カールマーンを解放するために、アンドラーシュ2世は、ムスチスラフの娘マリヤと、自身の息子（カールマーンの弟）アンドラーシュとの婚儀を結び、和平条約を締結した。ハンガリーへ帰国したカールマーンはスラヴォニア、クロアチアの公となった。
ハンガリーにおいては、カールマーンは1241年のモヒの戦いに兄と共に参加したが負傷し、その傷が元で1241年の5月もしくは6月にザグレブで没した。